# Національна дорога 23 (Польща)
Національна дорога 23 (пол. Droga krajowa nr 23, DK23) — національна дорога класу G у південно-західній частині Західнопоморського воєводства, довжиною приблизно 33 км, що веде від Мислібожа до Сарбінова.

## Допустиме навантаження на вісь
На всій протяжності дороги пропускається транспорт з навантаженням на одну вісь до 10 тонн.

## Важливі міста вздовж маршруту DK23
- Мислібуж (DK26)
- Дембно
- Цихри
- Сарбіново (DK31)